# Автотехнологія
Приватне підприємство «Автотехнологія» — український виробник туристичних автобусів, що розташований в м. Рівне. З 2000 р. займається переобладнанням вживаних та нових фургонів Mercedes-Benz Sprinter в мікроавтобуси.
З 2008 року підприємство виготовляє власні автобуси на шасі нових фургонів Mercedes-Benz Sprinter та Volkswagen Crafter.
З 2012 року підприємство виготовляє лафети і автовози на шасі вантажних автомобілів, а також переобладнує малотоннажні фургони в мобільні майстерні.
З 2013 року підприємство виготовляє промислові та ізотермічні кузови-фургони на базі шасі Volkswagen Crafter.

## Продукція
У різні роки компанія «Автотехнологія» випускала такі моделі автобусів:
- автобус А207.50 Saturn;
- автобус А208.50 Altair;
- автобус А209.50 Saturn;
- автобус А307.50 Selena;
- автобус А308.51 Sirius.